# 明特拉兴
明特拉兴是德国巴伐利亚州的一个市镇。总面积53.88平方公里，总人口4786人，其中男性2377人，女性2409人（2011年12月31日），人口密度89人/平方公里。